# Macrodactylus ocreatus
Macrodactylus ocreatus är en skalbaggsart som beskrevs av Bates 1887. Macrodactylus ocreatus ingår i släktet Macrodactylus och familjen Melolonthidae. Inga underarter finns listade i Catalogue of Life.